# Medetera gussakovskii
Medetera gussakovskii är en tvåvingeart som beskrevs av Negrobov 1966. Medetera gussakovskii ingår i släktet Medetera och familjen styltflugor. Inga underarter finns listade i Catalogue of Life.